# Бар-Йосеф, Йосеф
Йо́сеф Ба́р-Йо́сеф (ивр. יוסף בר-יוסף‎; 11 января 1933, Иерусалим — 15 октября 2021, Рамат-Ган, Тель-Авивский округ) — израильский драматург и прозаик, лауреат Премии Израиля.

## Биография
Иосеф Бар-Иосеф родился в 1933 году в Иерусалиме. Отец: Иехошуа Бар-Иосеф.
Детство провёл в квартале, населённом ультраортодоксальными евреями. В возрасте 15 лет окончательно порвал с религией. После окончания школы, Йосеф в течение года плавал на судах торгового флота; после службы в Армии обороны Израиля, работал на стройке, занимался журналистикой; Бар-Иосеф участвовал в Шестидневной войне как военный корреспондент; затем — в Войне Судного дня, Ливанской войне.
В 1958-60 гг. изучал в Еврейском университете в Иерусалиме английскую литературу, еврейскую и общую философию, каббалу.
Умер 15 октября 2021 года.

### Творчество
- Йосеф Бар-Иосеф со времён своей юности писал короткие рассказы;
- в 1955 г. вышел его первый сборник «Солёные губы»,
- в 1962 г. были опубликованы:
  - вторая книга рассказов и
  - пьеса «Тура»,
    - которые были тепло встречены читателями и критиками.
- В 1963 г. пьеса «Тура» была успешно поставлена театром «Камери».

#### Пьесы
Всего Бар-Иосеф написал 13 пьес. Они с успехом идут на сценах ведущих театров Израиля; переведены на многие языки и поставлены в ряде зарубежных стран; пьесы «Трудные люди» (также под названием «Жених из Иерусалима») и «Цитрусовая плантация» (под названием «Сад») с 1992 г. идут в московском театре «Современник», в Театре Комедии Санкт-Петербурга и других городах бывших республик Советского Союза.
Большинство пьес Бар-Иосефа написано для небольшого состава исполнителей; в них, как правило, изображается замкнутая группа людей, которая находится в конфликте с внешним миром или раздирается внутренними противоречиями, а затем переживает «взрыв» в результате вторжения «инородного тела».
Такую роль играют:
- приезд гостя из Иерусалима в ортодоксальную семью («Трудные люди»),
- появление преподавательницы балета из России в семье израильских старожилов («Сад») или
- внука известного раввина в селении, где живут евреи, уцелевшие в Катастрофе (пьеса «Овца», 1970).

Нередко действие происходит в «пограничной зоне» — между миром ортодоксального еврейства и миром светским. В пьесах Иосефа Бар-Иосефа всегда присутствует поединок человека с самим собой, со своими фантазиями, и почти всегда героя ждёт поражение; например:
- «Буча» (1983) — об ультраортодоксальной еврейской среде;
- «Элка» (1982) — о властной матери и трёх её сыновьях, выступающих с запоздалым юношеским бунтом.

Драматургия Бар-Иосефа продолжает европейскую и русскую реалистическую традицию; его пьесам, как правило, чужда злободневность; одно из немногих исключений — пьеса «Яша Горен» (1978), в которой зритель улавливает аллюзии на текущие события.
Произведения Бар-Йосефа с большим успехом демонстрировались в театрах:
- Бразилии,
- Великобритании,
- Чехии,
- Польши,
- России
- и ряда других стран.

##### Список пьес
1. 1962 — «Тура»
2. 1970 — «Овца»
3. 1973 — «Трудные люди»
4. 1978 — «Яша Горен»
5. 1982 — «Элка»
6. 1983 — «Буча»
7. 1985 — «Цитрусовая плантация», (в русском переводе — «Сад»)
8. 2001 — «Это великое море»[3]
9. 2003 — «Еврейское счастье, или Элькино золото»[4][5][6]
10. «Кнопка»
11. «Купер»
12. «Не в этом доме»
13. «Отец жениха»[7]

#### Радиопьесы
Бар-Иосеф также писал радиопьесы, которые пользовались успехом не только в Израиле, но и во многих других странах.

### Семья
- Отец: Иехошуа Бар-Иосеф.
- Брат: Ицхак Бар-Иосеф (род. 1949 г., Тель-Авив), прозаик.
- Жена: Хамуталь Бар-Иосеф (урождённая Бурштейн; род. 1936[8] г., по другим данным — в 1940 и 1941[9] гг., кибуц Тель-Иосеф), писательница, литературовед, поэтесса; профессор университета в Беер-Шеве.

## Награды
- Бар-Иосеф удостоен многих израильских премий, в том числе:
- 1974 г. — премии президента З. Шазара
- 2003 г. — Премии Израиля

## Издания на русском языке
- Трудные люди и другие пьесы / Пер. С. Шенбрунн. — М. : Текст, 2001. — 317, [2] с. — ISBN 5-7516-0018-5.